# Alvaiázere
Alvaiázere ist eine Kleinstadt (Vila) mit 1685 Einwohnern in der portugiesischen Region Centro. Es ist Sitz eines Kreises (Concelho) mit 6238 Einwohnern auf einer Fläche von 160,5 km² (Stand: 19. April 2021).

## Geschichte

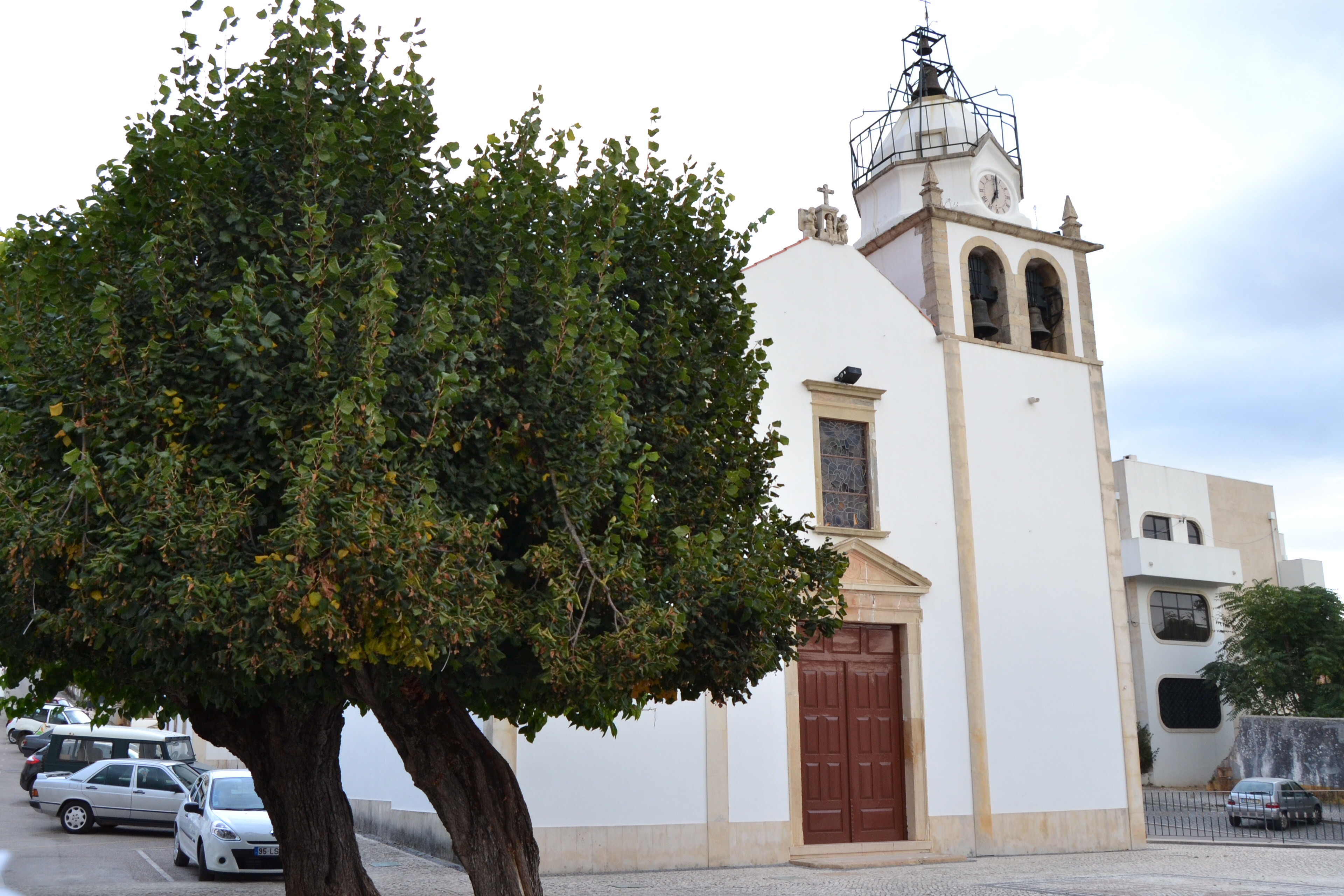
Die Kirche Igreja Matriz de Alvaiázere

Der Ort geht zurück auf eine bronzezeitliche Siedlung der Castrokultur. Die ab dem 2. Jahrhundert eintreffenden Römer ließen sich in der Siedlung nieder, wovon Funde wie Münzen oder Alltagsgegenstände zeugen. Im Zuge ihrer Landnahme ab 711 nahmen die Mauren den Ort, der seinen heutigen Namen dieser Zeit verdankt. Er geht vermutlich auf das arabische al-bai-zir („aromatische Pflanzen“) zurück und ist wahrscheinlich über Alva-Varze und Alva Várzea zur heutigen Form gelangt. Andere Theorien sehen das arabische al-Baiaz („der Falkner“) als Ursprung des Ortsnamens.
König D.Sancho II. besiedelte den im Verlauf der Reconquista zerstörten Ort neu und gab ihm 1200 erste Stadtrechte. 1385 wurde Alvaiázere durch König D.João I. zur Vila (Kleinstadt mit Verwaltungsrechten) erhoben und ist seither Sitz eines eigenen Kreises. 1514 erneuerte König D.Manuel I. die Stadtrechte.
Am 29. September 2013 wurde die Gemeinde Maçãs de Caminho nach Alvaiázere eingegliedert.

## Verwaltung

### Kreis Alvaiázere
Alvaiázere ist Verwaltungssitz eines gleichnamigen Kreises (Concelho) im Distrikt Leiria. Die Nachbarkreise sind (im Uhrzeigersinn im Norden beginnend): Ansião, Figueiró dos Vinhos, Ferreira do Zêzere, Vila Nova de Ourém sowie Pombal.
Mit der Gebietsreform im September 2013 wurden eine Gemeinde aufgelöst und zwei Gemeinden zusammengeschlossen, sodass sich die Zahl der Kreisgemeinden von zuvor sieben auf fünf verringerte.
Die folgenden Gemeinden (Freguesias) liegen im Kreis Alvaiázere:

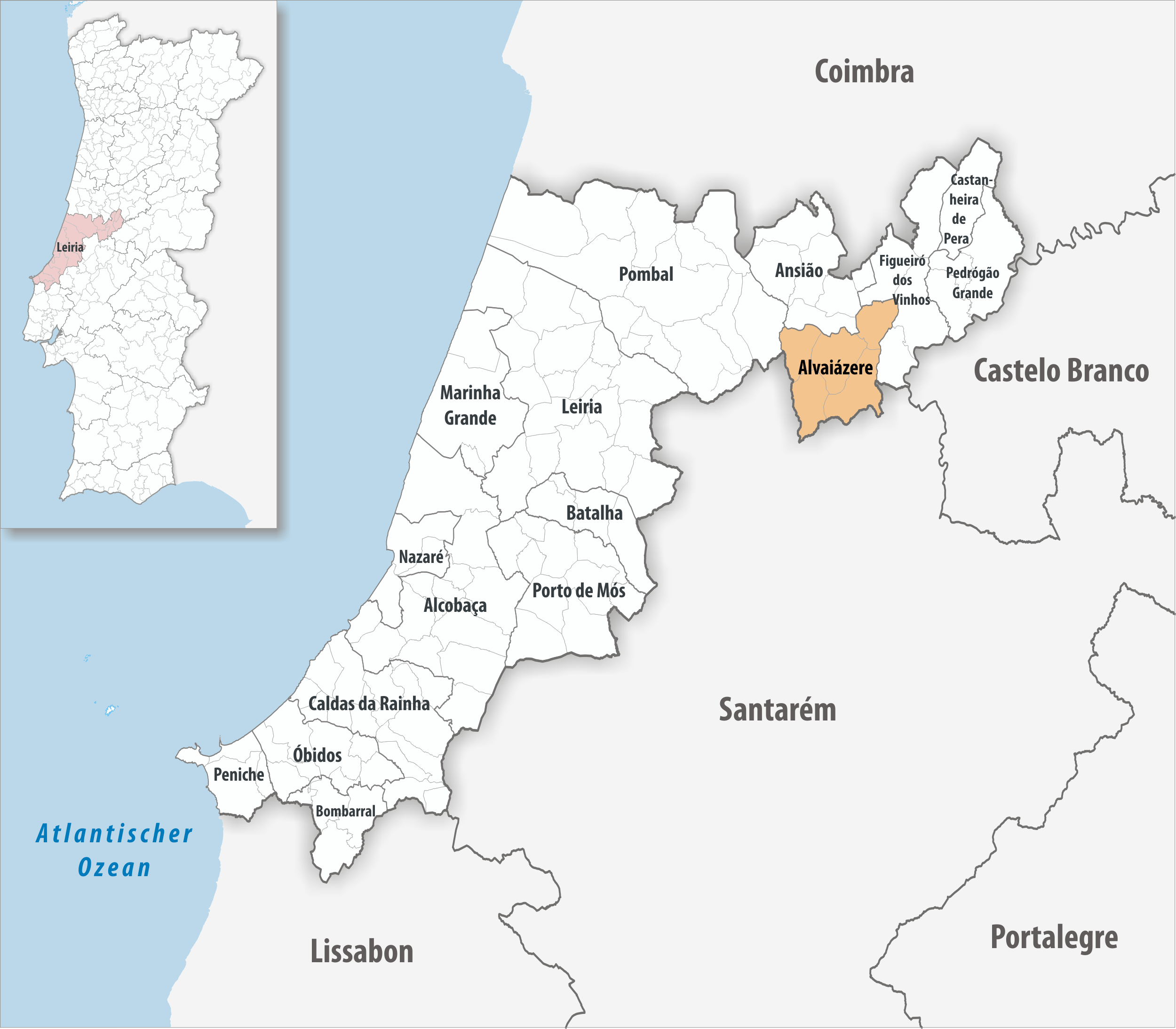
Kreis Alvaiázere

| Gemeinde            | Einwohner (2021) | Fläche km² | Dichte Einw./km² | LAU- Code |
| ------------------- | ---------------- | ---------- | ---------------- | --------- |
| Almoster            | 600              | 25,84      | 23               | 100201    |
| Alvaiázere          | 1.809            | 38,52      | 47               | 100208    |
| Maçãs de Dona Maria | 1.495            | 24,54      | 61               | 100204    |
| Pelmá               | 637              | 30,39      | 21               | 100205    |
| Pussos São Pedro    | 1.697            | 41,18      | 41               | 100209    |
| Kreis Alvaiázere    | 6.238            | 160,47     | 39               | 1002      |

### Bevölkerungsentwicklung
| Einwohnerzahl im Kreis Alvaiázere (1801–2011) | Einwohnerzahl im Kreis Alvaiázere (1801–2011) | Einwohnerzahl im Kreis Alvaiázere (1801–2011) | Einwohnerzahl im Kreis Alvaiázere (1801–2011) | Einwohnerzahl im Kreis Alvaiázere (1801–2011) | Einwohnerzahl im Kreis Alvaiázere (1801–2011) | Einwohnerzahl im Kreis Alvaiázere (1801–2011) | Einwohnerzahl im Kreis Alvaiázere (1801–2011) | Einwohnerzahl im Kreis Alvaiázere (1801–2011) | Einwohnerzahl im Kreis Alvaiázere (1801–2011) | Einwohnerzahl im Kreis Alvaiázere (1801–2011) |
| --------------------------------------------- | --------------------------------------------- | --------------------------------------------- | --------------------------------------------- | --------------------------------------------- | --------------------------------------------- | --------------------------------------------- | --------------------------------------------- | --------------------------------------------- | --------------------------------------------- | --------------------------------------------- |
| 1801                                          | 1849                                          | 1900                                          | 1930                                          | 1960                                          | 1981                                          | 1991                                          | 2001                                          | 2004                                          | 2006                                          | 2011                                          |
| 3.477                                         | 6.426                                         | 11.936                                        | 12.870                                        | 13.583                                        | 10.510                                        | 9.306                                         | 8.438                                         | 8.112                                         | 7.941                                         | 7.287                                         |

### Kommunaler Feiertag
- 13. Juni

### Städtepartnerschaften
- Mosambik: Matola (seit 2008)[9]

## Söhne und Töchter
- Fernando Lopes (1935–2012), Filmregisseur, Mitbegründer des Novo Cinemas
- Arlindo de Carvalho (* 1945), Politiker, Gesundheitsminister im Kabinett Cavaco Silva II (bis 1991)